# Atreucó megye
Atreucó egy megye Argentína középső részén, La Pampa tartományban. Székhelye Macachín.

## Népesség
A megye népessége a közelmúltban a következőképpen változott:
| Év   | Lakosság |
| ---- | -------- |
| 2001 | 10 048   |
| 2010 | 10 153   |